# Pajottegem
Pajottegem is een Belgische gemeente die op 1 januari 2025 ontstaan is uit de vrijwillige fusie van de gemeenten Galmaarden, Gooik en Herne in de provincie Vlaams-Brabant. De gemeente is met een oppervlakte van 120 km² de grootste van de provincie en heeft ongeveer 25.300 inwoners. Tevens is het de groenste gemeente van de provincie met 90% groene ruimte (waarvan 70% landbouw) en amper 7,7% verharde ruimte.
De eerste burgemeester van de fusiegemeente is Kris Poelaert. 
De naam verwijst naar het Pajottenland, waarvan de gemeente deel uitmaakt, dat ten zuidwesten van Brussel ligt.
De gemeente heeft officieel 10 deelgemeenten. De politiek spreekt graag over 12 deelgemeenten maar Strijland en Kokejane zijn eigenlijk gehuchten en geen deelgemeenten en liggen respectievelijk in Gooik en Herne.

## Gegevens bij fusie
Van 1 tot en met 15 november 2023 mochten inwoners ouder dan 16 jaar van Galmaarden, Gooik en Herne hun stem uitbrengen op vijf mogelijke namen: Pajottegem, Glooiingen, Heidemark, Mooigem en Reinsberge. Dertig procent van de stemgerechtigden brachten effectief hun stem uit. Pajottegem haalde het met 37,7 procent van de stemmen. Heidemark eindigde op de tweede plaats, met ongeveer 400 stemmen minder.
|                              | Galmaarden                        | Gooik                             | Herne                                  | Pajottegem                        |
| ---------------------------- | --------------------------------- | --------------------------------- | -------------------------------------- | --------------------------------- |
| Deelgemeenten                | Galmaarden Tollembeek Vollezele   | Gooik Kester Leerbeek Oetingen    | Herne Herfelingen Sint-Pieters-Kapelle | Gefuseerd                         |
| Aantal inwoners (01/01/2023) | 8.912                             | 9.428                             | 6.763                                  | 25.103                            |
| Oppervlakte                  | 35,29 km²                         | 40,21 km²                         | 44,66 km²                              | 120,16 km²                        |
| Arrondissement               | Halle-Vilvoorde                   | Halle-Vilvoorde                   | Halle-Vilvoorde                        | Halle-Vilvoorde                   |
| Politiezone                  | 5405 PZ Pajottenland              | 5405 PZ Pajottenland              | 5405 PZ Pajottenland                   | 5405 PZ Pajottenland              |
| Hulpverleningszone           | Brandweerzone Vlaams-Brabant West | Brandweerzone Vlaams-Brabant West | Brandweerzone Vlaams-Brabant West      | Brandweerzone Vlaams-Brabant West |
| Gemeenteraad                 | 19 leden                          | 21 leden                          | 17 leden                               | 29 leden                          |
| Coalitie (uittredend 2024)   | CD&V                              | CD&V                              | CD&V                                   | CD&V                              |

## Geografie

#### Deelgemeenten
De gemeente bestaat officieel uit 10 deelgemeenten. De politiek spreekt graag over 12 deelgemeenten maar Strijland en Kokejane zijn eigenlijk gehuchten gelegen in respectievelijk Gooik en Herne.
| #  | Naam                 | Opp. (km²) | Inwoners (2020) | Inwoners per km² | NIS-code |
| -- | -------------------- | ---------- | --------------- | ---------------- | -------- |
| 1  | Galmaarden           | 11,69      | 3.707           | 317              | 23023A   |
| 2  | Tollembeek           | 13,94      | 1.967           | 204              | 23023C   |
| 3  | Vollezele            | 9,66       | 3.162           | 227              | 23023B   |
| 4  | Gooik                | 17,13      | 4.014           | 234              | 23024A   |
| 5  | Kester               | 11,17      | 1.798           | 161              | 23024D   |
| 6  | Leerbeek             | 4,35       | 1.208           | 278              | 23024B   |
| 7  | Oetingen             | 7,56       | 2.167           | 287              | 23024C   |
| 8  | Herne                | 21,84      | 4.124           | 189              | 23032A   |
| 9  | Herfelingen          | 11,25      | 1.136           | 101              | 23032B   |
| 10 | Sint-Pieters-Kapelle | 11,57      | 1.439           | 124              | 23032C   |

### Andere kernen
In de drie voormalige gemeenten, inclusief hun deelgemeenten, die na de fusie Pajottegem vormen zijn er nog een aantal gehuchten.
- Galmaarden: Sint-Paulus, Gemelingen, Rode, Wilderen,  Bruinsbroek, Bosveld en Spanien.
- Gooik: Strijland, Kwakenbeek, Woestijn, Drie Egypten, Kesterbrugge en Oplombeek
- Herne: Kokejane

## Demografische ontwikkeling van de fusiegemeente ontstaan op 1 januari 2025
Deze evolutie is gemaakt op basis van de historische gegevens die betrekking hebben op de drie gemeenten, inclusief hun deelgemeenten, die samen de nieuwe fusiegemeente vormen vanaf 1 januari 2025.
- Bronnen:NIS, Opm:1831 tot en met 1981=volkstellingen; 1990 en later= inwonertal op 1 januari

| Inwoners van jaar tot jaar op 1 januari 1992 tot heden | Inwoners van jaar tot jaar op 1 januari 1992 tot heden | Inwoners van jaar tot jaar op 1 januari 1992 tot heden |
| jaar                                                   | Aantal                                                 | Evolutie: 1992=index 100                               |
| ------------------------------------------------------ | ------------------------------------------------------ | ------------------------------------------------------ |
| 1992                                                   | 21.678                                                 | 100,0                                                  |
| 1993                                                   | 21.836                                                 | 100,7                                                  |
| 1994                                                   | 21.957                                                 | 101,3                                                  |
| 1995                                                   | 22.161                                                 | 102,2                                                  |
| 1996                                                   | 22.358                                                 | 103,1                                                  |
| 1997                                                   | 22.541                                                 | 104,0                                                  |
| 1998                                                   | 22.724                                                 | 104,8                                                  |
| 1999                                                   | 22.872                                                 | 105,5                                                  |
| 2000                                                   | 22.947                                                 | 105,9                                                  |
| 2001                                                   | 22.958                                                 | 105,9                                                  |
| 2002                                                   | 23.056                                                 | 106,4                                                  |
| 2003                                                   | 23.159                                                 | 106,8                                                  |
| 2004                                                   | 23.172                                                 | 106,9                                                  |
| 2005                                                   | 23.300                                                 | 107,5                                                  |
| 2006                                                   | 23.360                                                 | 107,8                                                  |
| 2007                                                   | 23.520                                                 | 108,5                                                  |
| 2008                                                   | 23.782                                                 | 109,7                                                  |
| 2009                                                   | 23.828                                                 | 109,9                                                  |
| 2010                                                   | 23.986                                                 | 110,6                                                  |
| 2011                                                   | 24.237                                                 | 111,8                                                  |
| 2012                                                   | 24.288                                                 | 112,0                                                  |
| 2013                                                   | 24.304                                                 | 112,1                                                  |
| 2014                                                   | 24.320                                                 | 112,2                                                  |
| 2015                                                   | 24.462                                                 | 112,8                                                  |
| 2016                                                   | 24.499                                                 | 113,0                                                  |
| 2017                                                   | 24.532                                                 | 113,2                                                  |
| 2018                                                   | 24.604                                                 | 113,5                                                  |
| 2019                                                   | 24.581                                                 | 113,4                                                  |
| 2020                                                   | 24.724                                                 | 114,1                                                  |
| 2021                                                   | 24.750                                                 | 114,2                                                  |
| 2022                                                   | 24.941                                                 | 115,1                                                  |
| 2023                                                   | 25.103                                                 | 115,8                                                  |
| 2024                                                   | 25.283                                                 | 116,6                                                  |
| 2025                                                   | 25.287                                                 | 116,6                                                  |

## Politiek

### Resultaten gemeenteraadsverkiezingen sinds 2024
| Partij of kartel     | Partij of kartel     | 13-10-2024 | 13-10-2024 |
| Stemmen / Zetels     | Stemmen / Zetels     | %          | 29         |
| -------------------- | -------------------- | ---------- | ---------- |
|                      | Groen                | 5,2%       | 0          |
|                      | CD&V                 | 65,0%      | 22         |
|                      | N-VA                 | 17,1%      | 5          |
|                      | Vlaams Belang        | 8,7%       | 2          |
|                      | Gemeentebelangen     | 4,0%       | 0          |
| Totaal stemmen       | Totaal stemmen       | 13.727     | 13.727     |
| Opkomst %            | Opkomst %            | 69,5       | 69,5       |
| Blanco en ongeldig % | Blanco en ongeldig % | 1,3        | 1,3        |

De zetels van de gevormde meerderheid staan vetjes afgedrukt. De grootste partij is in kleur.
Voor oudere verkiezingsresultaten zie de gemeenten Galmaarden, Gooik en Herne.